# Daniel Kinet

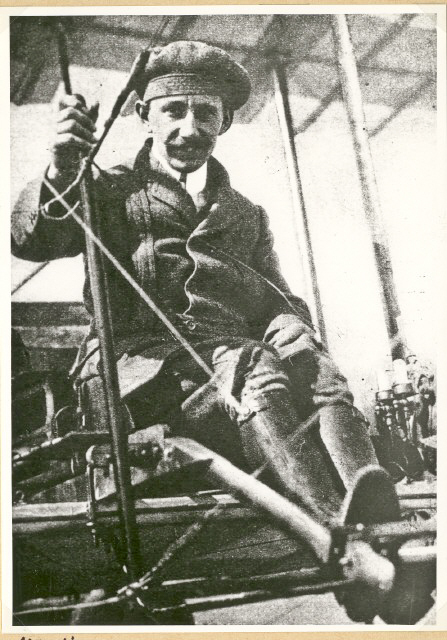
Daniel Kinet

Daniël Marie Toussaint Kinet (Jumet, 2 februari 1884 – Gent, 15 juli 1910) was een Belgische auto- en motorcoureur, ballonvaarder en luchtvaartpionier.

## Passie voor vliegen
Aan het begin van de vorige eeuw, toen vliegen met een zichzelf voortstuwend vaartuig nog in de kinderschoenen stond, was de ballonvaart de populairste luchtvaarttak. Daniel Kinet was toen als 19-jarige reeds een ervaren ballonvaarder. Bij de oprichting van de Aéro-Club des Flandres te Gent in 1902, eindigde hij derde bij de ballonwedstrijd. Gent was in die tijd onder impuls van deze club, de favoriete plek in België voor iedere pionier-avonturier-vlieger die zijn kunsten wou demonstreren.
In 1910 was hij leerling bij Henri Farman in Frankrijk alwaar hij op 1 februari zijn vliegbrevet behaalde (als tweede Belg na Pierre de Caters) en op 17 maart "leraar in het vliegen" werd. In de vliegschool van Mourmelon was hij ook chef-piloot. Op 8 april brak hij in Châlons-sur-Marne het wereldrecord "vliegen met passagier" door 2 uur 20 minuten in de lucht te blijven.

## Populaire vliegenier
De Aero-Club des Flandres nodigde Daniël Kinet uit om ter gelegenheid van de Gentse Feesten in juli 1910, met zijn toestel zijn kunde te demonstreren. Dit zou gebeuren op het terrein waar in 1908 Henri Farman de eerste vlucht in België had uitgevoerd. Dit terrein was een uitgestrekte zanderige vlakte aan de Muide in Gent, zonder enige infrastructuur of veiligheidsvoorzieningen.
De bedoeling was dat hij tot na de feestperiode, als het weer het toeliet, elke dag vluchten zou uitvoeren die door publiek kon bijgewoond worden. Kinet kwam op 24 juni te Gent aan. Het toestel was een tweedekker met een Farman-onderstel en voorzien van een zevencilindermotor. Het had een vleugeloppervlakte van 40m².
Telkens als het weer het toeliet maakte Kinet vluchten die zelfs tot 40 km ver gingen en hem boven Evergem, de Muide, Oostakker en Sint-Amandsberg voerde. Tijdens een vlucht op dinsdag 4 juli behaalde hij de Prijs van de Aeroclub van België – ten bedrage van 500 BEF (omgerekend zo'n 1850 euro nu) - uitgeschreven voor de eerste officieel vastgestelde vlucht in België op een hoogte van minstens 30 meter.
Op vrijdag 8 juli vloog hij samen met een passagier, een zekere Falzolgher. De volgende dag nam hij opnieuw een passagier mee. De vluchten duurden elk 10 à 15 minuten en bereikten een hoogte van 175 meter.

## Noodlot
In 1910 begon de Gentse Feesten op 10 juli. Even voor 5.30 uur gaf Kinet opdracht zijn tweedekker uit de hangar te halen en klaar te maken voor een vlucht.
Reeds om 6 uur maakte Kinet gedurende ongeveer 20 min. een eerste vlucht over Drongen, Mariakerke, de Brugse Poort en de Muide op een hoogte van 80 tot 90 meter. Na een korte rustpauze zag hij opnieuw zorgvuldig alle delen van zijn toestel na, alvorens een tweede vlucht te ondernemen waarbij hij gedurende een achttal minuten rondjes boven het plein uitvoerde, om daarna richting Oostakker te vliegen. Hij draaide zich rond de torens van de basiliek van Oostakker-Lourdes om terug op het plein te landen, onder luid applaus van de vroege toeschouwers. Opnieuw controleerde hij de verschillende motor- en andere onderdelen van het toestel. Omstreeks 9.30 u steeg hij op voor zijn derde vlucht richting Brugse Vaart, als voorbereiding op de vlucht naar Oostende langs het kanaal Gent-Brugge-Oostende. Daar hoopte Kinet te landen op het strand voor de tribune van Koning Albert I, aan de Koninklijke Villa. Na het opstijgen zagen de toeschouwers hoe het toestel eerst naar rechts en dan naar links zwenkte, alvorens vanaf een hoogte van 50 meter neer te storten in een aardappelveld.
Wat was de oorzaak van dit ongeval? Naar verluidt zou bij het manoeuvre om zijn toestel terug in evenwicht te brengen, een spankabel van een vleugel of van het staartroer afgebroken zijn. Deze zou dan in de schroef terechtgekomen zijn waardoor deze blokkeerde. Bij het neerkomen werd een boom langs de weg volledig versplinterd. Van het toestel bleef alleen een hoop schroot over. Enkel de motor en de wielen van het onderstel waren nog gaaf. De zetel van de bestuurder was weggerukt. Over hoe en op welke plek de piloot gevonden werd lopen de weinige getuigenissen uiteen.
Onder de eersten die bij het slachtoffer waren bevonden zich dokter De Raeve, en schepen Alfons Siffer, waarnemend burgemeester van de stad. Een getuige ging per auto dokter Claus uit Oostakker halen. Kinet werd naar het lazaret op het oefenplein overgebracht, waar hem de eerste zorgen werden toegediend. Nadien werd hij per ziekenwagen overgebracht naar de kliniek van de dokters Laroy en Willems aan de Kasteellaan te Gent. De resten van het toestel werden overgebracht naar de loods op het Farmanplein.
Nadat over de aard en de ernst van zijn verwondingen de meest uiteenlopende versies circuleerden liet "het geneeskundig gesticht" op 12 juli een mededeling in de kranten publiceren:
"Gent, 12 juli 1910. Om een einde te stellen aan de tegenstrijdige geruchten door de dagbladen opgenomen, zenden de geneesheren het volgende bericht: M. Kinet, bij zijn intrede in het gesticht der doktoors Willems en Laroy, was aangedaan benevens weinig gevaarlijke wonden aan het hoofd en eene breuk aan eene hand, door eene erge bloedstorting in de buik, gepaard met bloedwateren. Een nauwkeurig onderzoek deed vaststellen eene scheuring der rechter nier en waarschijnlijk van andere organen. Maar de staat van de gekwetste liet niet toe onmiddellijk tot eene operatie over te gaan.
Des anderendaags, maandag, de toestand een weinig verbeterd zijnde ten gevolge der ingestelde behandeling, is men kunnen overgaan tot het openen van den buik. De scheuring der nier werd bevestigd, alsook eene scheuring van het buikvlies. De gekwetste deelen werden toegenaaid. De zieke heeft de behandeling goed verdragen.
Heden dinsdag, na eene raadpleging om 10 uure, 's morgens, hebben de geneesheren zo voldoende mogelijk gevonden, zelfs enige hoop latende. (get.) Dr. Willems, Dr. Laroy, Dr. De Raeve, Dr. Claus"

## Overlijden
Op 15 juli, vijf dagen na het ongeval, bezweek Kinet door hartproblemen die het gevolg waren van de heelkundige ingrepen. Hij was 26 jaar oud.
Zijn stoffelijk overschot werd op 20 juli overgebracht naar het kerkhof van Vorst (Kerkhoflaan, Alsemberg).
Daniel Kinet was het eerste luchtvaartslachtoffer op Belgische bodem en het twaalfde wereldwijd.

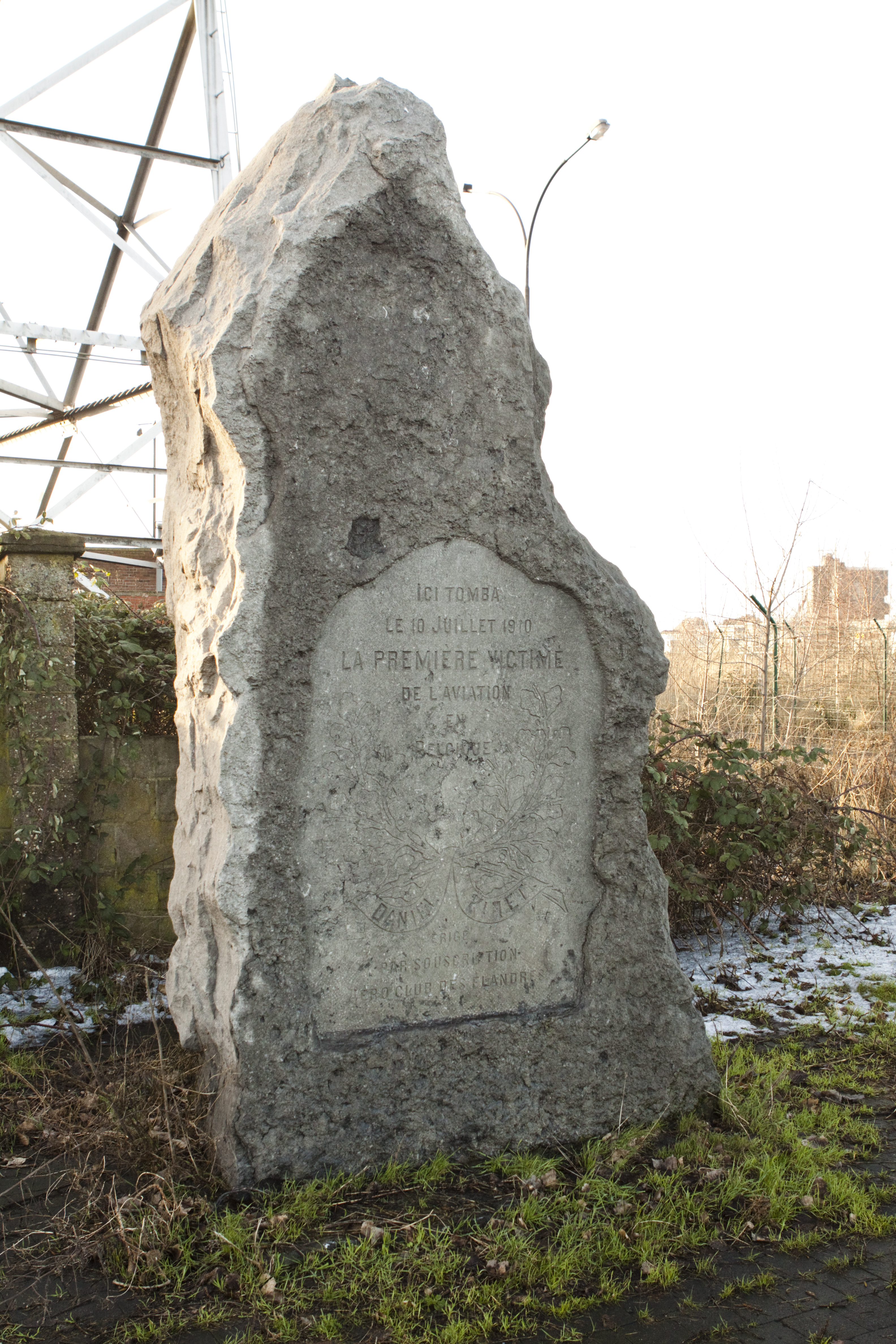
Gedenksteen

## Gedenksteen
Op de plaats van het ongeluk (de huidige Singel in Gent) werd op 10 juli 1912, in opdracht van de Aeroclub, een gedenksteen opgericht. Het werd door architect Léon David ontworpen en uit een granieten rotsblok gehouwen door het Gentse Steen- en Marmerbedrijf H. Dubois. Het omvat de volgende tekst:
Ici tomba le 10 juillet 1910 la première victime de
l’aviation en Belgique
Daniel Kinet
Erigé par souscription
Aéro-Club des Flandres
Het werd onthuld op 4 augustus 1912. Na toespraken door de voorzitters van de Aéro-Club de Belgique en La Société des Aviateurs droeg Auguste de Breyne, voorzitter van de Aéro-Club des Flandres, het monument over aan de stad Gent, vertegenwoordigd door burgemeester Emile Braun.
De gedenksteen staat nog steeds op dezelfde plaats aan de Singel, die eerst Aeroplaanlaan, later Vliegtuiglaan werd genoemd. De locatie bevindt zich midden in het Gentse havengebied.
In de nabijheid van de gedenksteen werd ook een straat naar Daniel Kinet genoemd.

## Trivia
- Daniel Kinet wordt dikwijls verward met Nicolas Kinet. Deze laatste was afkomstig uit het Luikse en wordt soms ten onrechte als een broer van Daniel vernoemd. Hij was zelfs geen familie. Hij was ook een luchtvaartpionier en kwam, nog geen maand na Daniel, op 3 augustus 1910 te Stockel om het leven.
- door Geo de Roo uit Ledeberg werd een Daniel Kinet-mars gecomponeerd.
- naar aanleiding van bijzondere gebeurtenissen werden door de Gentse bevolking dikwijls volksliedjes geproduceerd, in die tijd dikwijls in het Frans. Zo ook het volgende:

C'est Kiki, c'est Kinet qui vol
Avec sa machine à petrole
Si Kiki n'avait pas volé
Kiki ne serait pas tombé.